# Teorema de Chen
En teoria de nombres, el teorema de Chen afirma que tot nombre parell prou gran pot ser expressat com a suma de dos nombres primers o d'un primer més un semiprimer (producte de dos primers).

## Història
El teorema va ser enunciat pel matemàtic xinès Jingrun Chen (1933-1996) el 1966, amb detalls posteriors de la demostració matemàtica el 1973. La seva demostració original va ser simplificada per P M Ross. El teorema de Chen és un pas de gegant en la demostració de la conjectura de Goldbach i un resultat remarcable de la teoria de criba.
El 1978, Chen va demostrar la inequació següent. Sigui P(N) la funció que designa el nombre de primers p tals que N-p és també primer, es té que:
On la constant 7,8342 ha estat millorada posteriorment per D H Wu, que ha demostrat que pot ser substituïda per 7,81565.

## Variacions
En el mateix document, Chen va enunciar dos resultats. El Teorema I, sobre la conjectura de Goldbach, ha estat enunciat més amunt; el Teorema II, és un resultat de la conjectura dels nombres primers bessons. Diu que si h és un nombre parell positiu qualsevol, existeixen infinits nombres primers p tals que p+h és també un nombre primer.
El 2002, Ying Chun Cai va demostrar que:
Existeix un nombre N tal que tot enter parell n>N es pot expressar com a suma d'un nombre primer p≤n0.95 i un nombre amb, almenys, dos factors primers.